# Amagasaki
Amagasaki (jap. 尼崎市 -shi) ist eine Großstadt in der Präfektur Hyōgo auf der japanischen Hauptinsel Honshū. Die zwischen den Städten Osaka und Kōbe in der Bucht von Osaka an der Mündung des Flusses Yodo gelegene Stadt ist Teil des Kansai-Ballungsraumes.

## Geschichte
Amagasaki ist eine alte Burgstadt, seit Hosokawa Tadakuni am Anfang des 16. Jahrhunderts dort eine Burg errichtete. Zuletzt residierte ein Zweig der Matsudaira bis 1868 mit einem Einkommen von 68.000 Koku in Amagasaki.
Am 1. April 1916 erhielt Amagasaki Stadtrecht.
Die Stadt wurde im Zweiten Weltkrieg von US-amerikanischen Bombern stark zerstört.

### Zugunglück am 25. April 2005
Am 25. April 2005 um 9:18 Uhr Ortszeit entgleiste beim Eisenbahnunfall von Amagasaki zwischen den Bahnhöfen Tsukaguchi und Amagasaki in einer Kurve vor einem Bahnübergang ein mit ca. 700 Personen besetzter Eilzug der Fukuchiyama-Linie, die von JR West betrieben wird und zwischen den Städten Osaka und Fukuchiyama verkehrt. Fünf der insgesamt sieben Zugwaggons sprangen aus den Schienen, einige davon beschädigten ein neben den Gleisen stehendes, neunstöckiges Wohnhaus schwer. Das Unglück forderte 107 Tote,  540 Menschen wurden verletzt. Es war das schwerste Zugunglück in Japan seit 1963 (damals waren bei einer Kollision in der Nähe von Tokio 161 Menschen ums Leben gekommen).

## Politik
2010 wurde Kazumi Inamura von der Grünen Partei Japans zur Bürgermeisterin gewählt.

## Wirtschaft
Amagasaki ist als Teil des „Osaka-Kobe-Industriekomplexes“ stark industriell geprägt. Hier werden Eisen und Stahl, Chemikalien, Pharmazeutika, Farbstoffe, Textilien, Glas, Töpfer- und Holzwaren produziert. Weitere wichtige Industrieanlagen sind Brauereien, Werften und Werkzeugmaschinenfabriken.

## Verkehr
- Straße
  - Meishin-Autobahn
  - Nationalstraße 2
  - Nationalstraße 43,171
- Zug
  - JR Tōzai-Linie
  - JR Fukuchiyama-Linie
  - JR Tōkaidō-Hauptlinie
  - Hankyū Kōbe-Hauptlinie
  - Hankyū Itami-Linie
  - Hanshin-Hauptlinie
  - Hanshin Namba-Linie

## Söhne und Töchter der Stadt
- Keichū (1640–1701), Philologe und Mönch
- Yoshitada Kōnoike (1940–2018), Politiker
- Kōjin Karatani (* 1941), Literaturwissenschaftler und Philosoph
- Kunio Hiramatsu (* 1948), Politiker
- Masahiro Sayama (1953–2018), Jazzmusiker
- Masatoshi Hamada (* 1963), Comedian und Teil des Duos Downtown
- Hitoshi Matsumoto (* 1963), Comedian und Teil des Duos Downtown
- Toyokazu Matsunaga (* 1964), Mangaka
- Hiroshi Morie (1968–2023), Bassist der Band X Japan („Heath“)
- Kamui Kobayashi (* 1986), Automobilrennfahrer
- Keita Sogabe (* 1988), Fußballspieler
- Masato Nakayama (* 1992), Fußballspieler
- Yū Dōan (* 1995), Fußballspieler
- Jun’ya Higashi (* 1997), Fußballspieler
- Tetsushi Yamakawa (* 1997), Fußballspieler
- Ritsu Dōan (* 1998), Fußballspieler

## Städtepartnerschaften
- Augsburg, Deutschland – seit 1959
- Anshan, VR China – seit 1983

## Angrenzende Städte und Gemeinden
- Präfektur Hyōgo
  - Nishinomiya
  - Itami
- Präfektur Osaka
  - Osaka
  - Toyonaka